# 突破能源
突破能源（英語：Breakthrough Energy）是一家由比尔·盖茨于2015年创建旨在增加可再生能源创新的组织。突破能源旗下有突破能源风险投资基金（BEV），及多个关联公司和组织。被投初创公司主要的研究领域包括核聚变、存储可再生能源的大容量电池和微生物产生的生物燃料等。

## 投资案例
突破能源风险投资基金投资的公司包括Form Energy，动力电池厂商ONE（Our Next Energy）和QuantScape等。

## 历史
2015年11月，在年度联合国气候变化大会上，盖茨宣布由来自10个国家的28名高净值投资者组成的联盟已承诺支持“突破能源”倡议。盖茨的一项补充计划“创新使命”也同时宣布。
2016年12月，一群总资产达 1700 亿美元的投资者宣布了更多个人承诺，为一支10亿美元的基金提供资金，该基金“专注于通过投资清洁能源创新来应对气候变化”。该基金被命名为突破能源风险投资基金。

## 批评
《財星》雜誌曾發表批评，稱该联盟宣布得太早，关键细节尚未得到确认。在启动时，盖茨基金会发言人证实，尚未任命投资专业人士，除盖茨外的指定投资者尚未公开说明其投资水平，财务结构也尚未确认。